# التهاب القصيبات المسد
التهاب القصيبات المسد هو شكل نادر ومهددة للحياة من أمراض الرئة الانسدادية ألغير معكوسة حيث يتم ضغط ألشعيبات (فروع الهوائية الصغيرة) والتي تتضيق بسبب التليف (نسيج ندبي) و/أو التهاب. كما يستخدم المصطلح أحيانا للإشارة إلى شكل حاد من التهاب القصيبات لا سيما عند الأطفال الناجم عن التهاب القصيبات بفيروس.
التهاب القصيبات يعني التهاب أو اصابة القصبات بالعدوى وكلمة المسد أو الساد تشير إلى أن الالتهاب أو التليف أدى إلى طمس أو انسداد القصيبات الشعب الهوائية جزئيا أو كليا.

## الأعراض
التهاب القصيبات الساد يحدث نتيجة التهاب وتندب يحدث في الشعب الهوائية في الرئة، مما يؤدي إلى ضيق شديد في التنفس وسعال جاف.
ينبغي أن يكون أل FEV1 وهو (حجم الزفير القسري في الثانية 1) فوق 80% من المتوقع أن ينظر القيم العادية.
في حين ان التهاب القصيبات الساد يقلل القيمة من 16% إلى 21%.
تتضمن الأعراض التالية:
- سعال جاف
- ضيق في التنفس
- أزيز

ويمكن أن تبدأ الأعراض تدريجيا، أو يمكن أن تحدث أعراض حادة فجأة.

## المسببات
هذا المرض يمكن أن ينتج من إحدى الأسباب التالية:
-التهابات سابقة في مسالك التنفس.
-ادوية (بينسلامين، كوكائيين)
-أمراض المناعة الذاتية
-زرع أعضاء
- استنشاق جسم اجنبي أو بسبب القلس المعدي المريئي، استنشاق غازات سامة (NO2,NH3)
- متلازمة ستيفن جونسون
سبب آخر لحدوث المرض يكمن (حسب Washington Post)في خروج الدي-اسيتيل (Diacetyl)من اثير زبدة البوشار داخل فرن الميكروويف.

## العلاج
هذا المرض هو حالة مرضية تسبب اضرار غير رجعية وشديدة وغالبا ما يتطلب عملية زرع رئة.
تقييم التدخلات لمنع التهاب القصيبات الساد يعتمد على الكشف المبكر عن نتائج قياس التنفس غير الطبيعية والغير عادية أو النقصان في القياسات المتكررة.
التهاب الشعيبات الهوائيه المزمن، ويسمى أيضاً التهاب الشعيبات التضيقي، يعد من الأمراض النادرة والمهددة لحياة الإنسان، وهو شكل من أشكال أمراض الانسداد الرئوي المزمن، وفيه تتضيق الشعيبات الهوائيه (وهي فروع صغيرة من القصبات الهوائيه في الرئة) بسبب التليف والتهاب جدرانها. ويكون هذا التضيق جزئياً أو كلياً، وعادة ما يشير إلى التهاب الشعيبات الحاد الذي يصيب الأطفال الناجم عن إصابة الشعيبات بفيروس يدعى (ادينو فيروس).
ويعتقد أنه مرض متفاقم يسوء مع مرور الوقت، ولكن الدراسات الجديدة التي استخدمت (السايكلوسبورن عن طريق الإستنشاق وهو من أدوية تثبيط المناعة لاحظت زيادة في حجم زفير الهواء في الثانية الواحدة إلى 1% عندما يستطيع المريض تخفيض جرعة الستيرويدات.

## العلامات والأعراض
يتميز مرض التهاب الشعيبات الهوائية بانسداد المجرى التنفسي بشكل ثابت، ويحدث التليف والالتهاب بالمجاري التنفسية في الرئة مما يؤدي إلى ضيق في التنفس وسعال جاف.
ويكون حجم زفير الهواء في الثانية طبيعاً إذا كان أكثر من 80%، أما في حالات التهاب الشعيبات الهوائيه فإنه يصبح ما بين 16% إلى 20%.
وتتضمن الأعراض ما يأتي:
- سعال جاف
- ضيق في النفس
- صفير أثناء التنفس

وهذه الأعراض يمكن أن تظهر بشكل تدريجي أو أن تحدث بشكل مفاجئ.

## الأسباب
هنالك العديد من الأسباب المحتملة التي تؤدي للإصابة بالتهاب الشعيبات التضيقي، ومنها: أمراض الأوعية الكولاجينيه، عدم التوافق في حالة زراعه الأعضاء، الالتهاب الفيروسي، متلازمة ستيفين-جونسون، السل الرئوي، الآثار الجانبية لبعض الأدوية، مضاعفات الولادة المبكرة مثل (خلل التنسج القصبي الرئوي)، التعرض لمواد سامه مثل (ثنائي الأسيتيل ‏، وثاني أكسيد الكبريت، ثاني أكسيد النيتروجين، الأمونيا، الكلور، كلوريد الثيونيل، إسوسيانات الميثيل، فلوريد الهيدروجين، بروميد الهيدروجين، كلوريد الهيدروجين، كبريتيد الهيدروجين، الفوسجين، والأصباغ البولياميد أمين، غاز الخردل وغاز الأوزون)، ويمكن أن يحدث أيضا بالأشخاص المصابين بالتهاب المفاصل الروماتويدي(8). وهنالك بعض الأدوية التي تأخذ عن طريق الفم في الحالات الطارئة يمكن أن تكون سبباً لحدوثه مثل (الفحم المنشط)، وأحياناً تكون أسباب حدوثه غير مفسره أو مجهولة.

### المستنشقات الصناعية
هنالك العديد من المستنشقات الصناعية التي تسبب أنواع متعددة من التهاب الشعيبات وأهمها التهاب الشعيبات الهوائيه المزمن.
عمال المصانع الذين يعانون من التهاب الشعيبات هم:
- الذين يعملون في مصانع النايلون.[11]
- العمال الذين يطبعون على المنسوجات باستخدام أصباغ البولياميد أمين.[11]
- عمال البطاريات اللذين يتعرضون إلى الثيونيل كلوريد.
- العمال في المصانع اللذين يستخدمون المواد المنكهه مثل الزبدة ثنائيه الأسيتيل.[7][11][13]

### ثنائي الأستيل (رئة عاملين الفوشار)
نادراً ما تحدث الإصابة بالتهاب الشعيرات الهوائيه المزمن بسبب استنشاق مادة ثنائي الأستيل [الإنجليزية] المحملة في الهواء، وهي مادة كيميائية تستخدم لعمل منكه الزبدة الصناعي الذي يستخدم في الحلوى وصنع فوشار الميكرويف، ويتكون طبيعيا بالنبيذ.
وكانت أول حادثة سجلت عندما أصيب ثمانية من الموظفين الذين يعملون في مصنع جلستير-ماري-لي للفوشار في مدينة جاسبر، ولاية ميسوري بأمريكا، بالتهاب الشعيبات الهوائية المزمن. وفي عام 2000 قام المعهد الوطني للسلامة والصحة المهنية في ولاية ميسوري بتقديم تقرير عن أسباب القضية، والتوصية باتخاذ تدابير السلامة اللازمة.
وبعد عملية فحص المصنع والتاريخ الطبي للعاملين، أوصت منظمة الصحة بحماية الجهاز التنفسي لجميع العاملين في تصنيع فوشار الميكرويف.
ونتيجة لهذه الحادثة، أصبح يشار إلى التهاب الشعيبات الهوائية المزمن في وسائل الأعلام بـ «رئة الفوشار» أو «رئة عاملين الفوشار».
تبدأ أعراض التهابات الشعيبات الهوائية الناتج عن استنشاق مادة ثنائي الأستيل بالسعال الحاد، وضيق في التنفس وقد يتفاقم بسرعة أو بشكل بطئ، وفي صورة الأشعة الطبقية يظهر زيادة في سمك جدران الشعب الهوائية وانحباس الهواء.
إن غير المدخنين قد يكونون أكثر عرضة لهذا النوع من التهاب الشعيبات.
أوصت مديرية الصحة والسلامة الوظيفية مصانع صناعة الثنائي أستيل بأخذ عينات من هواء بيئة العمل بشكل منتظم، وتوفير كمامات تنقية الهواء، والانخراط في مراقبة العمال المعرضين للخطر.
وفي عام 2011 اقترح لمعهد الوطني للسلامة والصحة الوطنية على حد التعرض قصيرالأجل من 25 جزء بالبليون والوقت المتوسط المرجح للتعرض 5 جزء بالبليون.
وفي عام 2007 شخص الأطباء في مدينه دنفر الإصابة برئه الفوشار لدى مستهلكين فوشار الميكرويف، وهي أول حالة سجلت لدى المستهلكين.
وأعلن في 16 يناير من عام ال2008 أن أحد مستهلكي فوشار الميكرويف الذي يدعي واين واتسون الذي أصيب برئة الفوشار نتيجة استنشاق الأبخرة المتصاعدة من فوشار الميكروف بأنه قام بمقاضاة سلسلة متاجر كروجر والشركات التابعة لها.
وفي الدعوى التي رفعها أمام المحكمة الجزئية الأمريكية ادًعى محامي واتسون بأن الشركات فشلت في تحذير المستهلكين من استنشاق منكه الزبدة أثناء أعداد فوشار الميكرويف الذي يعرضهم للإصابة بأمراض الرئة.
وفي 19 سيبتمر من عام 2012 منحت هيئة المحلفين الجزئية الأمريكية في دنفر 2300000 دولار تعويضا للضرر الحاصل و 5 ملايين دولار كتعويض لـ واين واتسون من كولورادو الذي استخدم فوشار الميكرويف لسنوات عدة.
أما عن المتهمين فهم مصنع جليستر- ماري- لي، وسلسة كروجر وسلسلة متاجر كلورودا.
وفي 27 أغسطس من عام 2007 وعدت ويفر شركة الفوشار من انديانابوليس إلى استبدال نكهة الزبدة ثنائية الأستيل ل فوشار ويفر بمنهكات أخرى.
في سبتمبر عام 2007، حذر الدكتور سيسيل روز، أخصائي الرئة في مركز دنفر القومي اليهودي للطب والبحوث والهيئات الاتحادية بأن المستهلكين والعاملين في صنع المواد الغذائية ليس هم فقط المعرضين للإصابة بالتهاب الشعيبات المزمن. وقد كانت ديفيد مايكل، من جامعة جورج واشنطن للصحة العامة قد نشرت لأول مره رسالة تحذير الدكتور روز على صفحتها.
وفي 4 سيبتمر من عام 2007 أوصت مصانع النكهات واستخراجها بالتقليل من ثنائي الأستيل من منكه الزبدة، وفي اليوم التالي أعلنت شركة كونجرا للمواد الغذائية بأنها ستزيل ثنائي الأستيل من منتجات الفوشار.
أثبتت منظمة الغذاء والدواء أن مادة الثنائي أستيل هو مكون آمن، ولكن هنالك أدلة تشير أن استنشاقه بكميات كبيرة يعد خطراً، ولا يوجد حاليا أي تحذيرات من منظمين الاتحادية حول ثنائي الأستيل.
عرضت منظمة الصحة في وثائق منشورة بأن استنشاق مادة الأستيل بروبرونيل تدمر الأنسجة الطلائية للمجاري التنفسية المماثل للضرر الذي يسببه ثنائي الأستيل في الدراسات المخبرية.

### حريق الحفر
هو نوع جديد من التهاب الشعيبات التضيقي الذي ظهر لدى المحاربين العراقيين والأفغانستان، عندما بدأ المحاربون التعرض لحرائق الحفر أثناء التخلص من القمامة، وأصبح المحاربون يعانون من ضيق في التنفس وظهرت عليهم الأعراض المشابهة للربو، والطريقة الوحيدة لتشخيص الحالة هوعن طريق أخذ خزعة من الرئة وعمل صورة الأشعة السينية الصدرية والأشعة الطبقية، ولا زالت الحكومة تنكر وجود علاقة بين حرائق الحفر والمشاكل الصحية، وبدأت الحكومة بتسجيل المخاطر المحمولة في الهواء وتوسيع حفر الحرق لتتبع صحة قدامى المحاربين الذين تعرضوا لحرق الحفر لمعرفة إذا كان هنالك أي علاقة.

## التشخيص
عادة ما يحدث سوء في تشخيص حالات التهاب الشعيبات الهوائية المزمن إذ يتم تشخيصه بالربو أو بانتفاخ الرئة أو بالتهاب القصبات أو حتى بالسل الرئوي.
ويشتمل التشخيص على الفحوصات التالية:
- الأشعة السينية الصدرية.
- اختبار معدل انتقال الأكسجين من الرئة إلى الدم وعادة ما يكون طبيعيا.
- اختبار قياس نسبة التنفس ويظهر إذا كان هنالك انسداد أو إعاقة لمجرى الهواء.
- اختبار حجم الرئة، وقد يظهر انتفاخ بالرئة نتيجة احتباس الهواء داخلها.
- الصورة الطبقية المحوسبة للصدر أثناء الشهيق العميق والزفير العميق، وقد تكشف عن عدم تجانس احتباس الهواء أثناء الزفير وعن زيادة سماكة جدران مجاري التنفس.
- أخذ خزعه من الرئة تكشف إذا كان هنالك التهاب شعيبات هوائية مزمن (سواء كان الانسداد كلي أو جزئ). خزع الرئة المفتوحة مثل تنظير الصدر، أكثر فائدة في التشخيص من خزعه القصبات الهوائية، ونحتاج لعمليه التشخيص أصباغ واستعراض أقسام الأنسجة المتعددة.[18]

## العلاج
يعد هذا المرض من الأمراض الغير منعكسة، وفي الحالات الخطيرة يتم اللجوء إلى زراعة الرئة. ولكن لسوء الحظ فأن المرض يعاود الظهور حتى بعد زراعة الرئة في بعض الحالات، إذ يعد التهاب الشعيبات المزمن أحد مضاعفات عدم التوافق المزمن لزراعة الرئة.
أن تقيم التدخلات لمنع التهاب الشعيبات الهوائية المزمن، يعتمد على الاكتشاف المبكر لنتائج قياس التنفس الغير طبيعية أو النقصان غير الاعتيادي لنتائج القياس.
وقد أظهرت دراسات متعددة أن استخدام والجمع بين بروبيونات فلوتيكازون الإستنشاقي والمونتولوكاست الفموي والأزيثرومايسن الفموي يمكن أن يساعد على استقرار المرض وإبطاء تفاقمه وتطوره.إلا أنه قد تم دراسة ذلك على المرضى الذين خضعوا لعملية زراعة الخلايا الجذعية للدم.